# Wehrmann in Eisen
Wehrmann im Eisen, auch Wehrmann in Eisen, Eiserner Wehrmann genannt, ist eine Skulptur in Wien. Sie war die erste der Holzobjekte, die zur Kriegsfinanzierung im Ersten Weltkrieg aufgestellt und gegen eine Spende benagelt wurden. Sie steht heute beim Amtshaus Ecke Felderstraße–Ebendorferstraße, gegenüber vom Rathaus an der Ringstraße.

## Geschichte
Die Idee der Kriegsnagelungen ging in Anlehnung an den Stock im Eisen am Stock-im-Eisen-Platz von Wien aus und verbreitete sich nicht nur in Österreich-Ungarn, sondern auch rasant im Deutschen Kaiserreich und anderen Ländern.
Die Idee für den Wehrmann in Eisen hatte der Korvettenkapitän von der Österreichischen Marine Theodor Graf Hartig, und nach einem einstimmigen Beschluss des Gemeinderats von Wien für die Übernahme der Fundamentierungs- und Erhaltungskosten wurde der Stadtbaudirektor Heinrich Goldemund mit der Planung und Durchführung beauftragt.
Der Bildhauer Josef Müllner schuf 1914 in Wien die Lindenholzfigur eines Ritters, die am 6. März 1915 in feierlicher Weise der Öffentlichkeit übergeben wurde. Ursprünglicher Aufstellungsort war der Schwarzenbergplatz in Wien beim Schwarzenberg-Denkmal.
Die ersten von rund 500.000 Nägeln schlugen der österreichische Erzherzog Leopold Salvator in Vertretung des österreichischen Kaisers Franz Joseph I., der deutsche Botschafter Tschirschky-Bögendorff im Auftrag des deutschen Kaisers Wilhelm II. und der türkische Botschafter Hüseyin Hilmi Pascha im Auftrag von Sultan Mohammed V. als Verbündete in diesem Krieg in den Eisernen Wehrmann. Einem Zeitungsbericht vom 14. März 1915 zufolge wurden in der ersten Woche täglich etwa 1.600 Nägel eingeschlagen.
Am Ostersonntag 1915 (4. April) fand vor dem Wehrmann „eine schöne patriotische Feier“ statt, in deren Verlauf Elias von Bourbon-Parma in einem „symbolischen Akt“ das Nageleinschlagen für die unter dem Kommando von Erzherzog Peter Ferdinand von Österreich-Toskana stehenden Truppen und Heeresanstalten vollzog, die 18.000 Kronen für den „Witwen- und Waisenhilfsfonds der gesamten bewaffneten Macht“ gesammelt und gespendet hatten. An diesem Ostersonntag seien von insgesamt 1.834 Personen, am Ostermontag von 1.839 Personen Nägel eingeschlagen worden.
Im Namen des bulgarischen Königs, Ferdinand I., dessen Land am 14. Oktober 1915 auf der Seite der Mittelmächte in den Ersten Weltkrieg eingetreten war, nahm der Gesandter in Wien, Andrei Toschew, am 21. November 1915 – vor zahlreich vertretener Prominenz und in Gegenwart einer angeblich „nach Tausenden zählende(n) Menschenmenge“ – die Benagelung des „neuen Wahrzeichens Wiens“ vor.
Wie die Zeitung Die Zeit aus Wien am 10. August 1916 berichtete, war bis September der Zutritt zum Wehrmann in Eisen am Schwarzenbergplatz nur zeitlich begrenzt oder für angemeldete Gruppen möglich. Grund war die drastisch gesunkene Besucherfrequenz. Zwar nannte der Autor des Artikels als Entschuldigung für dieses Nachlassen die gestiegene Anzahl der möglichen Spendenorte und erwähnte auch das im Rahmen einer Kriegsausstellung zur Benagelung aufgestellte Holzmodell eines Unterseebootes, welches anscheinend sehr beliebt war, trotzdem war er mit dem Spendenverhalten der Wiener nicht zufrieden. Er nannte einen Spendenertrag von bisher rund 700.000 Kronen für eine Millionenstadt wie Wien nicht sehr zufriedenstellend, besonders wenn man es mit dem Ertrag im von den Russen befreiten Drohobycz in Galizien vergleicht, wo allein am ersten Tag Meldungen zufolge 400.000 Kronen gespendet worden waren.
Am 5. Mai 1918 berichteten die Neue Freie Presse und einige andere Zeitungen aus Wien unter Berufung auf bereits früher erfolgte Meldungen, dass der Gemeinderat der Stadt Wien beschlossen habe, den Wehrmann aus Eisen unter den Arkaden des Hauses Rathausstraße/Felderstraße aufzustellen und mit einem Vers von Ottokar Kernstock zu versehen. Laut Tristan Loidl wurde der Wehrmann nach Kriegsende vom Standort Schwarzenbergplatz entfernt (dies kommentierten auch mindestens zwei Zeitungen) und in einem Depot gelagert, von wo ihn Soldaten des Infanterieregiments „Alt Starhemberg Nr. 2“ entführten und in das Regimentsmuseum brachten.
1934 wurde er wieder in Dienst gestellt.
Am Schwarzenbergplatz sollte er wieder Geld sammeln. Diesmal für den Umbau des Äußeren Burgtors in ein Heldendenkmal. Um den Spendenerlös wurden zehn Ehrenbücher angeschafft, in denen die Namen der gefallenen Österreicher aufgeschrieben wurden und die in der Krypta aufliegen. Der Wehrmann wurde im gleichen Jahr in den Arkaden an der Rückseite des Wiener Stadtplanungshauses, einem der Arkadenhäuser (Felderstraße Nr. 6–8, heute MA18 und MUSA) aufgestellt. Eine gleichzeitig angebrachte Gedenktafel trägt folgenden Text von Ottokar Kernstock:
„Wehrmann Wiens gemahne an die Zeit,
Da unerschöpflich wie des Krieges Leid
Die Liebe war und die Barmherzigkeit!“
Hierbei wurde der im Gemeinderatsbeschluss aus dem Jahr 1918 vorgesehene Text verwendet.